# Guadamur
Guadamur é um município da Espanha na província de Toledo, comunidade autónoma de Castilla-La Mancha, de área 37 km² com população de 1819 habitantes (2008) e densidade populacional de 49,16 hab/km².

## Demografia
| Variação demográfica do município entre 1991 e 2008 | Variação demográfica do município entre 1991 e 2008 | Variação demográfica do município entre 1991 e 2008 | Variação demográfica do município entre 1991 e 2008 |
| --------------------------------------------------- | --------------------------------------------------- | --------------------------------------------------- | --------------------------------------------------- |
| 1991                                                | 1996                                                | 2001                                                | 2008                                                |
|                                                     | 1540                                                | 1622                                                | 1819                                                |

Links: Guadamur en ESPANHOL